# Vol Manx2 7100
Le 10 février 2011, le Fairchild Metroliner III effectuant le vol Manx2 7100 reliant Belfast, en Irlande du Nord, à Cork, en république d’Irlande, avec dix passagers et deux membres d'équipage à bord, s'écrase lors de sa troisième tentative d'atterrissage à l'aéroport de Cork dans des conditions de brouillard. Six personnes, dont les deux pilotes, sont mortes. Six passagers ont survécu et ont été blessés, dont quatre sérieusement.
L'AAIU (bureau d'enquête irlandais sur les accidents aériens) publie son rapport final en janvier 2014. Ce dernier indique la cause probable de l'accident comme étant la perte de contrôle lors d'une tentative de remise de gaz en dessous de la hauteur de décision minimale dans des conditions météorologiques de vol aux instruments (IMC). Le rapport mentionne comme facteurs contributifs la mauvaise répartition des tâches entre les deux pilotes, tous deux assez peu expérimentés, des formations insuffisantes données aux pilotes par la compagnie, le défaut d'entretien des moteurs, le manque de contrôle et la supervision insuffisante des opérations de la compagnie aérienne.

## Avion et équipage

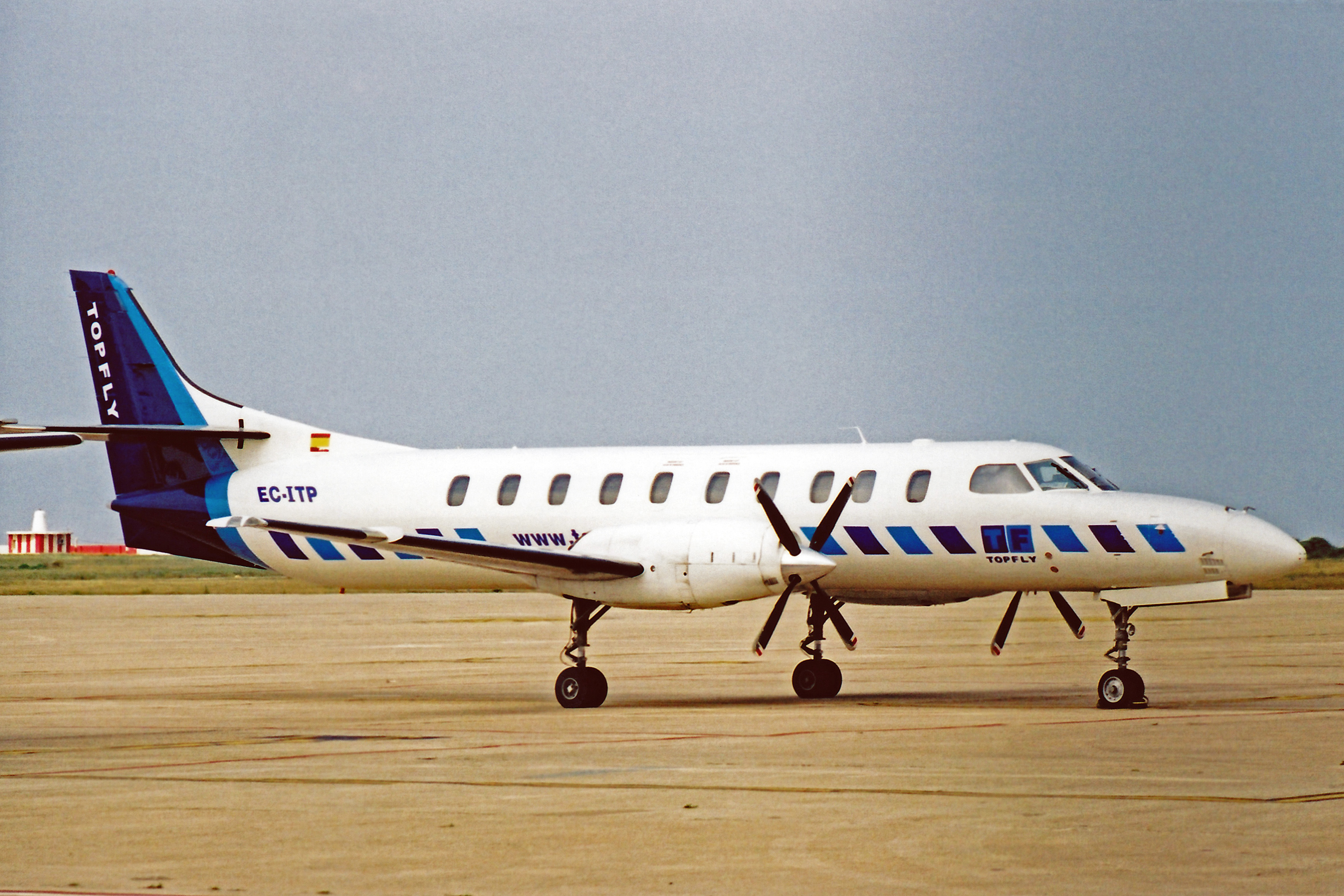
EC-ITP, l'appareil impliqué, alors en service chez, photographié sept ans avant l'accident.

L’appareil, détruit dans l’accident, était un Fairchild SA227-BC Metro III à double turbopropulseur immatriculé en Espagne sous l'immatriculation EC-ITP. Il appartenait à une banque espagnole et était loué à Líneas Aéreas de Andalucía, connue sous le nom d'Air Lada, basée à Séville. L’appareil a été sous-loué à Flightline S.L., basée à Barcelone, et c'est elle qui figurait sur son certificat de transporteur aérien (AOC). Les billets ont été vendus par une société appelée Manx2, basée à l’île de Man. L'avion avait 19 ans au moment de l'accident. Il venait de faire l'objet d'une vérification de maintenance la semaine précédant l'accident.
Le commandant de bord était Jordi Sola Lopez, âgé de 31 ans, natif de Barcelone. L'officier pilote de ligne était Andrew Cantle, âgé de 27 ans et natif de Sunderland, en Angleterre. Tous deux étaient employés par Air Lada. Le commandant de bord totalisait 1 800 heures de vol, dont 1 600 à bord du Fairchild Metro III, dont seulement 25 heures en tant que commandant de bord de l'appareil. Le copilote totalisait 539 heures de vol, dont 289 sur ce type d'appareil. Leur association lors du vol a été jugée inappropriée et inhabituelle en raison de leur manque d'expérience totale. Les deux pilotes étaient certifiés pour le système d'atterrissage aux instruments CAT I. Aucun des deux pilotes n’étaient certifié pour un atterrissage CAT II, avec une hauteur de décision plus faible lors de l'approche de la piste, en cas de visibilité très faible pour le terrain concerné.
Le commandant avait subi une mise à niveau le 2 février 2011, quelques jours seulement avant l'accident. Il a ensuite piloté plus de sept vols sous surveillance et a effectué deux vérifications en ligne. Son premier vol au commandement de l'avion a eu lieu le 6 février, quatre jours avant l'accident. Il s'était rendu à Cork 61 fois, ses journaux de bord n'avaient jamais montré de déroutement.
Le copilote avait rejoint un autre opérateur espagnol exploitant le Fairchild Metro III pendant 270 heures avant de rejoindre Air Lada. Selon ses carnets de vols, il a ensuite volé avec des commandants en ligne qui n'étaient pas des instructeurs. Il a accumulé 19 heures de vol avec Air Lada, mais il n’a jamais complété la vérification en ligne bien qu'il y soit obligé. Il était donc en formation.

## Accident
Le vol 7100 devait quitter l'aéroport de Belfast à 7 h 50 heure locale GMT et arriver à l'aéroport de Cork à 9 h 00 IST. À bord se trouvaient un équipage de deux personnes et dix passagers,.
L'avion est arrivé à l'aéroport de Belfast-George Best à 7 h 15 après un court vol de positionnement depuis l'aéroport international de Belfast. Il a été ravitaillé en carburant pour le trajet prévu à destination de Cork et pour son retour. L'embarquement du vol a été retardé à cause des deux membres d'équipage (les pilotes, comme il n'y avait pas d'agent de bord) qui nettoyaient les sièges des passagers dans la cabine. Les passagers ont choisi leurs sièges au hasard et la démonstration de sécurité a été effectuée par le copilote.
- 8 h 10 - Le vol 7100 décolle et devrait arriver à Cork vers 9 h 10, où le temps est particulièrement mauvais, sans visibilité en raison d'un épais brouillard.

- 8 h 34 - Les pilotes établissent la communication avec le contrôleur aérien de Shannon.

- 8 h 48 - L'avion est confié à un contrôleur de l'approche de Cork.

- 8 h 58 - L’équipage s’établit sur l’ILS pour la piste 17 et est transféré à la tour de Cork.

- 9 h 00 - La tour de Cork transmet à l'équipage la portée visuelle de piste (RVR), qui est inférieure au minimum requis.

- 9 h 03 - L’équipage descend en dessous de la hauteur de décision (DH) de 200 pieds (environ 60 mètres) et interrompt son approche. La hauteur la plus basse enregistrée à cette approche est de 101 pieds (environ 30 mètres).

L'approche de Cork donne aux pilotes des indications (des vecteurs au radar) pour la piste opposée, la piste 35. Selon l'équipage, avec le soleil derrière l'avion, elle pourrait faciliter l'acquisition visuelle de la piste.
- 9 h 10 - L'avion, à environ 13 kilomètres de la piste, est de nouveau transféré à la tour de Cork. Encore une fois, la visibilité (RVR, Runway Visual Range) transmise par la tour est inférieure au minimum requis. Les pilotes poursuivent l'approche au-delà de l'Outer Marker (OM).

- 9 h 14 - L'avion descend de nouveau sous la hauteur de décision (DH) et interrompent leur deuxième approche. La plus basse hauteur enregistrée pour cette approche est de 91 pieds (environ 28 mètres).
- 9 h 15 - L’équipage entre à sa demande dans un circuit d'attente nommé ROVAL. Il maintient une altitude de 3 000 pieds (environ 915 mètres).

Durant l'attente, les pilotes demandent les conditions météorologiques à Waterford, leur seul aéroport de dégagement, lesquelles sont également inférieures aux minimums. L’équipage propose alors l’aéroport de Shannon comme nouvel aéroport de dégagement et demande les dernières conditions météorologiques. Ces conditions sont en dessous des minima. Les conditions météorologiques pour Dublin, transmises aux pilotes, sont également inférieures aux minima. L’approche de Cork informe l’équipage des conditions météorologiques à l’aéroport de Kerry, qui étaient « bonnes » avec une visibilité de dix km.
- 9 h 33 - Le vol 7100 est toujours dans le circuit d'attente ROVAL ; la visibilité (RVR) pour la piste 17 commence à s’améliorer.

- 9 h 39 - Après une légère amélioration de la visibilité sur la piste, dans des conditions toujours inférieures aux minima, les pilotes effectuent une troisième approche, la seconde pour la piste 17.

- 9 h 45 - Le vol 7100 est établi sur l'ILS pour la piste 17. Pendant ce temps, la RVR s'est encore améliorée pour atteindre 550 mètres (le minimum requis). Le vol est confié à la tour de Cork pour la troisième fois.

- 9 h 46 - La tour de Cork transmet la dernière visibilité (RVR de 500/400/400), toujours inférieure aux minima.

L'approche se poursuit au-delà de l'Outer Marker (soit environ 8 kilomètres du seuil de piste). Comme l'un des moteurs est défectueux et que le copilote fatigue, le commandant de bord prend en charge le maniement des manettes de gaz. Cette répartition des tâches est inusuelle et dangereuse. La descente se poursuit sous la hauteur de décision, sans visibilité de la piste. 
Une réduction significative de la puissance et un roulis important à gauche apparaissent en dessous de 100 pieds ; le commandant de bord annonce une troisième remise de gaz, ce que le copilote accepte. Lors de la remise des gaz par le commandant, le contrôle aérien perd l’avion. L'avion bascule brutalement à droite, au-delà de la verticale, amenant l'extrémité de l'aile droite au contact du seuil de piste. L'avion se retourne et heurte la piste, presque à l'envers. L'avertissement de décrochage sonne de façon continue pendant les sept dernières secondes de l'enregistrement du CVR.
À 9 h 50, après les deux impacts initiaux, l’appareil, inversé, poursuit sa course sur 189 mètres pour s'immobiliser à droite de la piste,.
Pendant ce temps, l’émetteur de localisation d’urgence (ELT) retentit dans la tour de contrôle de l’aéroport de Cork. Des incendies se déclarent après les impacts aux deux moteurs, alimentés par la fuite de carburant du réservoir droit. Les incendies sont éteints par le service des pompiers de l'aérodrome, avant qu'ils n'atteignent le fuselage,. Parmi les douze personnes à bord, six personnes ont été mortellement blessées, dont les deux pilotes,,,.
Quatre des survivants ont subi des blessures graves, et deux n'ont pas été blessés,. Un témoin à l'intérieur du terminal de l'aéroport a déclaré que le brouillard était si épais que l'on ne pouvait pas voir l'appareil accidenté. Cependant, quelques minutes après l'accident, le brouillard s'était déjà dissipé. Les services d'incendie de l'aéroport ont éteint les deux incendies après l'impact dans les dix minutes suivant l'accident et ont commencé à retirer les victimes de l'épave. Les blessés ont été emmenés à l'hôpital universitaire de Cork pour y être soignés.

## Victimes
Le vol 7100 avait un équipage composé de deux personnes et dix passagers en cabine ; les deux pilotes et quatre passagers ont été mortellement blessés dans l'accident.
| Nationalité | Passagers | Équipage | Décès | Blessés |
| ----------- | --------- | -------- | ----- | ------- |
| Royaume-Uni | 5         | 1        | 4     | 2       |
| Irlande     | 5         | 0        | 1     | 4       |
| Espagne     | 0         | 1        | 1     | 0       |
| Total       | 10        | 2        | 6     | 6       |

## Enquête
L'unité d'enquête sur les accidents aériens irlandais (AAIU) a ouvert une enquête sur l'accident,. Quatre membres du personnel de l'AAIU se trouvaient sur les lieux dans les 90 minutes suivant l'accident. L'enregistreur de conversations du poste de pilotage (CVR) et l'enregistreur de données de vol (FDR) ont été retrouvés dans l'épave. Le CVR a été envoyé à la branche britannique des enquêtes sur les accidents aériens (AAIB). Des représentants accrédités de la FAA et du NTSB des États-Unis, de la commission d'enquête sur les incidents et accidents d'aviation (AIAI) en Israël (en tant que « détenteur du certificat de type de l'avion »), de la commission espagnole d'enquête sur les accidents et incidents d'aviation civile et de l'AAIB britannique (qui « a fourni une expertise ») ont également participé à l'enquête.
L'épave a été transportée au centre d'examen de l'AAIU à Gormanston, à l'est de l'Irlande, pour permettre aux enquêteurs de reconstituer l'appareil le plus précisément possible. Au 14 février, quatre jours après l'accident, cinq des six survivants avaient été interrogés par l'AAIU.
Un rapport préliminaire, publié en mars 2011, indiquait que l'avion, piloté par le copilote, s'était écarté de l'axe de piste en approche finale et que l'équipage avait décidé d'effectuer une troisième remise de gaz quatre secondes avant l'impact. L'avion a roulé à gauche et à droite, puis l'aile droite a percuté la piste. Aucune anomalie sur l’appareil ou dans l’infrastructure de l’aérodrome n’a été identifiée.
Une déclaration intermédiaire a été publiée en février 2012, un an après l'accident. L’inspection des moteurs a révélé que le moteur droit avait constamment développé une puissance jusqu’à 5 % supérieure à celui du moteur gauche, en raison d’un capteur de température et de pression d’air défaillant. Le capteur défectueux signifiait qu'en plus de fournir plus de couple que le moteur gauche, il répondait également plus rapidement aux commandes d'augmentation de puissance.
L'enquête a également permis de déterminer que les deux moteurs développaient une puissance de remise de gaz au moment de l'impact. Cependant, les deux moteurs étaient en dessous de la puissance de ralenti (idle) entre huit et six secondes avant l'impact. L'avertisseur de décrochage s’est également fait entendre à plusieurs reprises au cours des sept secondes précédant l’impact.

### Rapport final
En janvier 2014, l'AAIU a publié son rapport final sur l'accident. Le rapport a confirmé les détails précédemment publiés dans les deux rapports précédents. Le rapport final comprend 54 conclusions, une cause probable, 9 facteurs contributifs et 11 recommandations de sécurité.

#### Exploitation de l'appareil accidenté
La route Belfast - Cork de Manx2 était exploitée conformément au certificat de transporteur aérien (AOC) de Flightline. En tant que tel, Flightline était responsable du contrôle de toutes les questions opérationnelles liées à ce service. En pratique, Manx2 prenait de nombreuses décisions au quotidien dans son bureau de l'île de Man. L'une de ces décisions était l'association du commandant Lopez et du copilote Cantle au vol 7100 le 10 février. Le respect du règlement de l'aviation européen (EU-OPS) par le titulaire de l'AOC aurait dû empêcher ce jumelage inapproprié d'un commandant de bord nouvellement promu avec un copilote relativement inexpérimenté.

#### Problèmes avec le contrôle de l'opérateur
L’enquête a mis en lumière le fait que l’agence de l’aviation espagnole Agencia Estatal de Seguridad Aérea n’avait pas correctement effectué les contrôles nécessaires concernant le statut de Manx2, qui n'est pas une compagnie aérienne en tant que telle, et le propriétaire de l'avion,. L'agence espagnole a déclaré « qu'elle ne pensait pas qu'il était dans son mandat de rechercher des informations organisationnelles et financières supplémentaires afin de s'assurer que l'exploitant disposait des ressources suffisantes pour exploiter ses aéronefs ». 

#### Cause probable
La cause probable de l'accident a été définie comme une perte de contrôle lors d'une tentative de remise de gaz en dessous de la hauteur de décision dans des conditions météorologiques de vol aux instruments,,.

#### Perte de contrôle
Le registre technique du vol indiquait que le copilote était pilote aux commandes (PF) pour le vol. Les enregistrements du CVR et du contrôleur aérien indiquent également que le copilote était PF pendant le vol. Aucun pilote automatique ou directeur de vol (FD) n’ayant été installé, le pilote en fonction était soumis à une charge de travail élevée tout au long du vol. Cela était d'autant plus vrai que trois approches ont été effectuées par mauvais temps, en dessous des minima, avec deux remises des gaz effectués.
Normalement, le PF gère les commandes de vol et les commandes du moteur de manière coordonnée afin d’obtenir la trajectoire de vol requise. Le pilote non en fonction (PNF) s'acquitte d'autres tâches, notamment la surveillance de la trajectoire de vol de l'avion, les communications radio, etc.. Le CVR indique que le commandant de bord, pilote non en fonction sur ce vol, a pris le contrôle des manettes de puissance lors de l'approche finale. Une action lourde de conséquences car, dès lors, le pilote en fonction ne pouvait plus savoir exactement et en temps réel la puissance attribuée aux moteurs dans un moment critique du vol, proche de l'atterrissage.
Les données enregistrées montrent que le moteur n°1 a atteint un niveau de couple minimal de − 9 % en mode inversé, tandis que le moteur n ° 2 a atteint un minimum de 0 %. Cette asymétrie de poussée coïncidait avec le début du roulis de l'avion (valeur maximale enregistrée de 40 degrés d'inclinaison).
L’application de la puissance de remise des gaz, à environ 100 pieds, a coïncidé avec le début d’un roulement rapide à droite et d’une perte de contrôle. Le roulis a continué à travers la verticale, le bout d’aile droit a heurté la piste et l’appareil s’est retourné.
Trois facteurs principaux ont contribué à la perte de contrôle :
- Fonctionnement non coordonné des manettes de puissance et des commandes de vol, qui étaient actionnés par différents membres de l'équipage.

- Le positionnement des manettes de puissance en mode inversé, action interdite en vol, et l’application soudaine de puissance sont susceptibles d’avoir induit un taux de roulis incontrôlable en raison de la poussée et de la traînée asymétriques.
- Une séparation du couple entre les deux moteurs, provoquée par un capteur défectueux, est devenue significative lorsque les manettes de puissance ont été positionnées en dessous du mode ralenti et que le moteur n ° 1 est entré en régime de couple négatif. Par la suite, lorsque les leviers de puissance ont été rapidement avancés au cours de la tentative de remise des gaz, cela a probablement également contribué au comportement de roulis incontrôlable, la puissance des deux moteurs n'étant pas la même, créant une asymétrie[6].

#### Facteurs ayant contribué à l'accident
- Poursuite de l’approche au-delà de l'Outer Marker sans les minima requis.

- Poursuite de la descente en dessous de la hauteur de décision sans référence visuelle adéquate.

- Fonctionnement non coordonné des manettes de puissance et des commandes de vol.

- Fonctionnement en vol des manettes de puissance en dessous du ralenti.

- Une différence du couple entre les moteurs est devenue significative lorsque les manettes de puissance ont été actionnés en dessous du ralenti.

- Fatigue et épuisement de la part des membres de l'équipage, qui devait effectuer toutes les tâches à bord (réglages des sièges, consignes de sécurité, etc.)[33].

- Formation et contrôle inadéquats du commandant lors de sa mise à niveau.

- Association inapproprié des membres d'équipage[5].

- Supervision inadéquate de l'opérateur et du statut de ce dernier[6].

De plus, le carnet d'entretien de l'avion, qui avait accumulé plus de 100 heures de vol, était totalement vierge, alors qu'il y avait un problème évident de déséquilibre au niveau de la puissance des moteurs, ce qui a causé l'inclinaison brusque et rapide de l'appareil et sa collision avec la piste.
Enfin, les problèmes financiers et le manque de soutien opérationnel des pilotes chez Manx2 les ont certainement forcé à vouloir atterrir à l'aéroport prévu et à ne pas se dérouter vers un aéroport plus lointain.

#### Recommandations de sécurité
Le rapport contient onze recommandations de sécurité. Il a été demandé à la direction générale de la mobilité et des transports (DG MOVE) de la Commission européenne et à l'Agence européenne de la sécurité aérienne (AESA) de contrôler l'application des limitations de temps de vol pour les équipages, de donner des orientations sur les approches successives aux instruments en conditions IMC aboutissant à une remise des gaz, à revoir le programme de nomination du commandant de bord ou encore à empêcher les vendeurs de billets à exercer un contrôle d’exploitation de transporteurs aériens.
Il a été recommandé à Flightline, titulaire du certificat de transporteur aérien, de revoir sa politique opérationnelle de déroutement immédiat après un atterrissage interrompu pour cause de conditions météorologiques défavorables et de mettre en place une formation appropriée pour le personnel chargé de la sécurité des vols et de la prévention des accidents. Il a été recommandé à l'autorité aéronautique espagnole AESA de revoir sa surveillance des transporteurs aériens, en particulier ceux effectuant des opérations à distance.

## Conséquences
L'accident a entraîné la fermeture de l'aéroport pendant plus de 24 heures et le déroutement de tous les vols,. À la suite de l'accident, Manx2 a résilié son contrat avec Flightline et suspendu sa liaison Belfast - Cork,.
Martin McGuinness, alors Premier ministre adjoint de l'Irlande du Nord, a révélé qu'il avait eu l'intention de prendre ce vol, mais qu'il avait modifié ses plans de voyage. McGuinness devait se rendre à Cork pour faire campagne aux prochaines élections législatives irlandaises, prévues pour le 25 février.
En mars 2011, l'AESA a lancé une procédure visant à suspendre le certificat de transporteur aérien de Flightline. Ce dernier n'a finalement pas été révoqué, mais des restrictions ont été mises en place pour interdire à Flightline d'exploiter le Fairchild Metroliner III.
En avril 2011, Oliver Lee, un pilote qui avait précédemment effectué des vols Manx2 entre Belfast et Cork, s'est suicidé. Il avait quitté la compagnie quelques jours avant l'accident pour rejoindre la compagnie britannique Jet2.com et était connu des voyageurs fréquents sur la route. Lee aurait apparemment ressenti un sentiment de culpabilité à la suite de l'accident,.
Le rapport d'enquête préliminaire indiquait que l'équipage avait enfreint les règles de sécurité aérienne relatives aux trois approches en descendant en dessous de la hauteur de décision de 200 pieds (61 mètres) avant d'initier une approche interrompue,. Le 6 mai, l'autorité de l'aviation civile du Royaume-Uni a publié une note de sécurité informant tous les exploitants britanniques que la deuxième modification de la norme d'exploitation EU-OPS 1 entrerait en vigueur le 16 juillet 2011. La modification, publiée à l'origine en septembre 2008, a introduit une nouvelle méthode de calcul des minima d’exploitation des aérodromes et stipule que les approches de non-précision doivent suivre un profil de descente continu.
En décembre 2012, Manx2 a cessé ses activités et la société a été liquidée. En janvier 2013, à la suite d'un rachat par la direction, les actifs de la société et l'ensemble de l'équipe de direction ont été transférés à son successeur, Citywing (en). La compagnie aérienne a par la suite cessé toutes ses activités en mars 2017,.
À la suite de la publication du rapport final, les membres des familles des personnes décédées dans l'accident, ainsi que les personnes blessées, ont annoncé leur intention de poursuivre en justice les trois entreprises impliquées dans l'accident. Une enquête s'est tenue en juin 2014 au cours de laquelle un jury a rendu les verdicts de décès accidentel concernant les six victimes,.

## Médias
L'accident a fait l'objet d'un épisode dans la série télévisée Air Crash nommé « Le sort s'acharne » (saison 14 - épisode 9).

### Vidéos
- (en) [vidéo] « News - Cork plane crash », sur YouTube.
- (en) [vidéo] Irish Examiner, « FEBRUARY 2011 : Manx2 plane Crash Cork Airport », sur YouTube.
- (en) [vidéo] Irish Examiner, « FEB 2011 : Manx2 wreckage leaving Cork Airport », sur YouTube.
- (en) [vidéo] « Real Lives Reunited: The Cork Airport Crash 2011-survivors meet their rescuers », sur YouTube.
- (en) [vidéo] Smithsonian Channel, « Lost in Fog, a Plane Crashes Upside Down on the Runway », sur YouTube.